# Swiss Space Systems
Pour les articles homonymes, voir S3.
Swiss Space Systems (S3) est une entreprise fondée en 2012 à Payerne, en Suisse, mise en faillite en 2016 et disparue en 2017. Son activité s'orientait autour du développement d'un système de navettes pour lancer des petits satellites dans l'espace aussi adaptées à des vols suborbitaux pour que des passagers puissent expérimenter l'apesanteur.

## Historique
Swiss Space Systems est fondé le 31 octobre 2012 par Pascal Jaussi, pilote et ingénieur aéronautique suisse. En mars 2013, l'entreprise présente ses projets visant à « rendre l'espace accessible à tous » : développer une navette qui sera lancée depuis un Airbus A300 à 10 kilomètres d'altitude pour emmener des petits satellites (jusqu'à 250 kg) dans l'espace d'ici à 2017, opérer des vols suborbitaux pour permettre à des passagers d'expérimenter l'apesanteur dès 2019 et réaliser des vols de longue distance en passant par l'espace dès 2020,.
En mai 2014, l'entreprise achète un terrain de 26 900 m2 sur le site de l'aéropôle de Payerne pour y construire le spatioport où sera assemblée la navette. En mars 2015, alors qu'elle compte 75 employés, elle annonce son intention d'entrer en bourse d'ici à la fin de l'année.
S3 a créé quatre filiales dans divers pays, notamment pour y établir des bases de lancement : deux aux États-Unis basées à Washington et au Centre spatial Kennedy, une aux îles Canaries et une en Croatie,,.
En août 2016 le patron de l’entreprise, Pascal Jaussi, est agressé. Il est battu, étranglé et souffre de brûlures sur 25 % de son corps. Il se sentait menacé depuis plusieurs mois, pour des « questions industrielles ». Il est ensuite accusé d'avoir mis en scène cette agression.

### Difficultés financières
Le 17 février 2016, face à un manque de trésorerie, la société obtient un ajournement de faillite.
Le 9 septembre 2016, la société doit faire face à la pression encore plus forte de ses créanciers. Pascal Jaussi alors seul administrateur demande un second ajournement de faillite. Pour cela, il présente une de ses filiales spécialisée dans le domaine des lanceurs spatiaux capitalisée à une hauteur de près de 30 millions de francs suisses. L'ajournement est prolongé de six mois jusqu'au 31 mars 2017 par le tribunal.
Le 9 octobre 2016, le propriétaire des locaux où est établie la société à Payerne met en route une procédure d'expulsion pour loyers non payés depuis 2015. La société a jusqu'à la mi-décembre pour quitter les lieux.
À la fin du mois de novembre 2016, la société QoQa qui avait pré-vendu deux ans plus tôt 160 billets à 999 CHF la pièce pour des vols sans gravité organisés par S3 décide de rembourser ses clients.
Le 6 décembre 2016, le tribunal d'arrondissement d'Yverdon-les-Bains s'est à nouveau penché sur l'avenir de la société. Pascal Jaussi ne s'est pas présenté et a envoyé sa femme et sa sœur pour le représenter, agaçant le juge devant ce fait accompli. Après avoir prolongé deux fois l'ajournement de faillite, le verdict de cette audience doit informer si la société est mise en faillite ou non.
La réponse arrive neuf jours plus tard. Le 14 décembre 2016 à 9 h, la faillite de S3 est prononcée. En effet, le tribunal du nord vaudois a estimé que la société n'a pu démontrer publiquement comment elle comptait faire face à 6,6 millions de francs de dettes.
Le 28 décembre 2016, Pascal Jaussi fait recours auprès du Tribunal cantonal vaudois afin d'annuler la décision prise le 14 décembre 2016 par le Tribunal d'arrondissement de la Broye et du Nord vaudois .
Le 16 janvier 2017, Pascal Jaussi retire son recours et le président de la Cour des poursuites et faillites prononce la faillite définitive qui prend effet le lundi 16 janvier à 16 h 15,.
Le 23 septembre 2024, Pascal Jaussi est renvoyé devant le Tribunal pénal de l’arrondissement de la Broye pour les préventions suivantes : induction de la justice en erreur, incendie intentionnel, obtention frauduleuse d’une constatation fausse, escroquerie et tentative d’escroquerie, escroquerie « au procès » et tentative d’escroquerie « au procès », abus de confiance, faux dans les titres, violation de l’obligation de tenir une comptabilité, gestion déloyale, gestion fautive, dénonciation calomnieuse et éventuellement faux renseignements sur des entreprises commerciales.